# Chauliodon
Chauliodon és un gènere monotípic d'orquídia amb una única espècie, Chauliodon deflexicalcaratum, definida per De Wildeman i Lars Jonsson és una planta epifita, és a dir pot créixer sobre una altra planta sense ser-ne un paràsit.

## Característiques
És una orquídia de mida petita (màxim 5 mm), que prefereix el clima càlid, té hàbits d'epífita amb una tija central curta amb moltes arrels allargades. Floreix en poques inflorescències primes de 15 a 25 cm de llarg amb moltes flors de 5 mm de longitud.

## Hàbitat
És originària del centre i oest tropical d'África d'on es distribueix per Ghana, Costa d'Ivori, Libèria, Nigèria, Camerun, Gabon i RD Congo en altures de fins a 50 metres en els arbres i arbustos de les selves, en llocs elevats i humits o en les obagues e les muntanyes.

## Taxonomia
La taxonomia de la Chauliodon deflexicalcaratum fou descrita per primera vegada per De Wildeman i Lars Jonsson i publicada en Botaniska Notiser 132: 381. 1979.